# 필립 바
필리프 바스(Philippe Bas, 1973년 10월 31일~)는 프랑스의 배우, 영화배우, 텔레비전 배우이다.
파리에서 태어났다.

## 영화
- 어썰트(2010년) - 디디에 역
- 스케이트 오어 다이(2008년) - 루카스 역
- 스콜피온(2007년)
- 강경파(2006년)
- 검은 밤, 1961년 10월 17일(2005년)
- 늑대의 제국(2005년)
- 미셀 베이앙(2003년)
- 삶의 색(2002년)
- 안녕 나의 집(1999년)